# 章重
章重，號有四，浙江会稽县人，明朝官员、同进士出身。

## 生平
萬曆四十六年（1618年）戊午科浙江鄉試舉人，崇禎十年（1637年）丁丑科进士，通政司觀政，十一年二月授福建福安县知县，十三年調任福清县知县，卒于任。